# Winston Reid
Winston Reid (North Shore City, 1988. július 3.) új-zélandi–dán kettős állampolgárságú labdarúgó, a Sporting Kansas City játékosa kölcsönben a West Ham United csapatától.

## Karrierje
Bár Új-Zélandon született, mégis egy dán csapatban, a SUB Sønderborgban töltötte ifjúsági éveit. Később leigazolta jelenlegi klubja, az FC Midtjylland, ahol felnőtt bemutatkozására is sor került.
Közben több dán utánpótlás-csapatban is szerepelt. Csak a felnőttválogatott választásakor döntötte el, hogy szülőhazája nemzeti csapatában fog szerepelni. Később, májusban bekerült a válogatott 2010-es vb-re utazó keretébe is, annak ellenére, hogy a szövetségi kapitány, Ricki Herbert sosem látta őt játszani. Első mérkőzését két héttel később, Ausztrália ellen játszotta. Következő mérkőzése Szerbia ellen következett.
A világbajnokságon védő létére rögtön a nyitómeccsen, Szlovákia ellen betalált, a hosszabbítás utolsó percében, ezzel Új-Zéland története első vb-pontját szerezte. Reid a következő meccsen, az olaszok elleni, még inkább bravúrosnak számító pontszerzéskor is végig a pályán volt.
2010. augusztus 5-én a West Ham United szerződtette.
2020. február 14-én kölcsönbe került az amerikai Sporting Kansas City csapatához.

## Karrierje statisztikái

### Klub
| Klub                         | Szezon             | Bajnokság | Bajnokság | Kupa  | Kupa | Ligakupa | Ligakupa | Európa | Európa | Összesen | Összesen |
| Klub                         | Szezon             | Mérk.     | Gól       | Mérk. | Gól  | Mérk.    | Gól      | Mérk.  | Gól    | Mérk.    | Gól      |
| ---------------------------- | ------------------ | --------- | --------- | ----- | ---- | -------- | -------- | ------ | ------ | -------- | -------- |
| FC Midtjylland (Superliga)   | 2005–06            | 9         | 0         |       |      |          |          | ?      | ?      |          |          |
| FC Midtjylland (Superliga)   | 2006–07            | 11        | 0         |       |      |          |          |        |        |          |          |
| FC Midtjylland (Superliga)   | 2007–08            | 9         | 0         |       |      |          |          | ?      | ?      |          |          |
| FC Midtjylland (Superliga)   | 2008–09            | 25        | 2         |       |      |          |          |        |        |          |          |
| FC Midtjylland (Superliga)   | 2009–10            | 29        | 0         |       |      |          |          |        |        |          |          |
| FC Midtjylland (Superliga)   | Klub összesen      | 85        | 2         |       |      |          |          |        |        |          |          |
| Karrierje összesen           | Karrierje összesen | 85        | 2         |       |      |          |          |        |        |          |          |
| Frissítve: 2010. március 10. |                    |           |           |       |      |          |          |        |        |          |          |

### Válogatott góljai
| # | Időpont          | Ellenfél  | Állás                                                           | Végeredmény | Kiírás         |
| 1 | 2010. június 15. | Szlovákia | 1-1 Archiválva 2010. június 18-i dátummal a Wayback Machine-ben | 1–1         | Világbajnokság |